# 馬頭星雲
馬頭星雲位於獵戶座，也稱為巴納德33（Barnard 33），在發射星雲IC 434之內，是一個暗星雲。這個星雲就在獵戶腰帶最東邊的参宿一南方，並且是非常巨大的獵戶座分子雲團的一部分。馬頭星雲距離地球大約1,500光年，是最容易識別的星雲之一，因為從地球看過去，黑暗的塵埃和旋轉的氣體構成的形狀有如馬頭。這個星雲的形狀在1888年第一次被注意到，哈佛大學天文台的威廉敏娜·弗萊明在拍攝的B2312號乾版中發現了這個暗星雲。.
增長的紅光主要來自星雲後面的氫氣，它們是被鄰近的亮星獵戶座σ電離產生的。黑暗的馬頭星雲主要是由濃厚的塵埃造成，而馬頭的頸部下方在左邊造成了陰影。離開星雲的氣體因為強大的磁場而形成漏斗狀，馬頭星雲基部的亮點都是正在形成過程的年輕恆星。

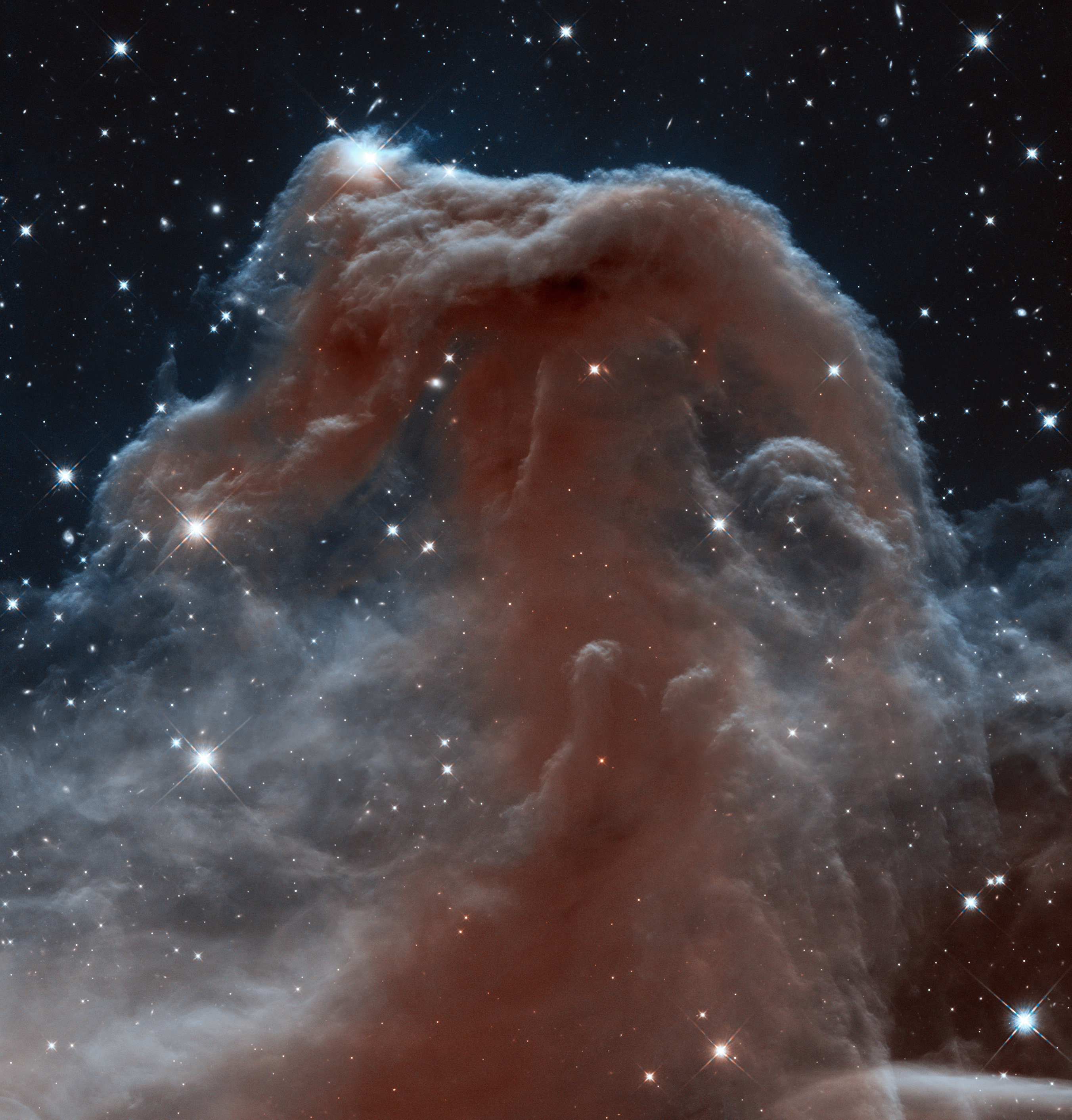
哈伯太空望遠鏡紅外光影像，2013年
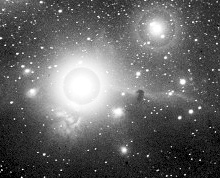
歷史上第一幅馬頭星雲的影像，威廉·皮克林攝於1888年
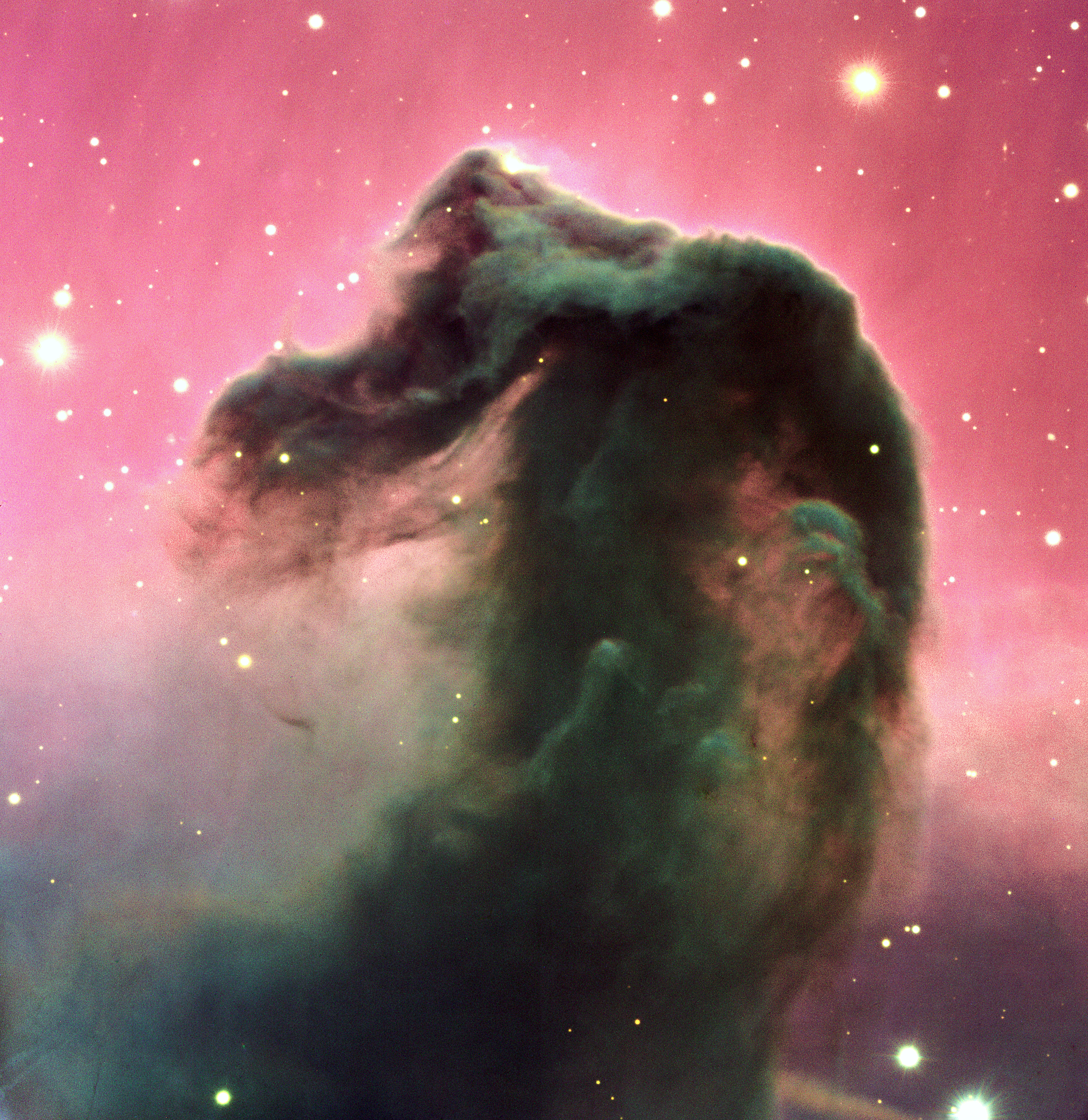
歐洲南方天文台攝，2002年

## 引文
1. ↑  Arnett, Bill.  http://astro.nineplanets.org/twn/b33x.html （页面存档备份，存于）.  Horsehead Nebula, 2000

## 外鏈
- The Horsehead Nebula @ The Electronic Sky （页面存档备份，存于）
- Hubble Observes the Horsehead Nebula （页面存档备份，存于）
- The discovery of early photographs of the Horsehead nebula, by Waldee and Hazen （页面存档备份，存于）
- The Horsehead Nebula in the 19th Century, by Waldee
- Detection of new nebulae by photography, by Pickering
- Horsehead Nebula at ESA/Hubble
- The Horsehead Nebula at the Astro-Photography site of Mr. T. Yoshida. （页面存档备份，存于）
- The Horsehead-Nebula and neighboring structures in a classical view （页面存档备份，存于）
- The Horsehead Nebula on interactive astro-photography survey at Wikisky.org （页面存档备份，存于）